# Йохан IV фон Райфершайд
Йохан IV фон Райфершайд (на немски: Johann IV von Reifferscheid; * пр. 1317; † 1365/1366/сл. 11 октомври 1385) е господар на Райфершайд и маршал на Вестфалия.

## Биография
Той е син на Йохан III фон Райфершайд († ок. 1316) и съпругата му Рикарда фон Долен Салм (* ок. 1290), единствена дъщеря на граф Вилхелм III фон Салм († 1296/1297) и Катерина де Пруви. Сестра му Елизабет е омъжена за Конрад фон Керпен.
На 31 октомври 1343 г. архиепископ Валрам от Кьолн го прави маршал на Вестфалия.

## Фамилия
Йохан IV фон Райфершайд се жени 1330 г. или на 18 март 1324 г. за Мехтилд/Матилда фон Рандерат († сл. 1365/1377), дъщеря на Арнолд I фон Рандерат († 1330) и Катарина фон Бланкенхайм († 1308/1324). Те имат осем деца:
- Райнхард фон Райфершайд-Бедбург († 22 март 1388), господар на Райфершайд-Бедбург-Щолценберг, женен сл. 1 ноември 1373 г. за Мария фон Лооц, даме де шато-Тиери († сл. 12 май 1408)
- Ирмезинда|Ирментруда/Ермесвинт фон Райфершайд († сл. 22 юни 1364), омъжена пр. 9 април 1352 г. за граф Конрад III фон Ритберг († 1 май 1365)
- Рикардис/Рикхарда фон Райфершайд († сл. 29 юни 1365), омъжена на 29 юни 1365 г. за Йохан I цу Райдт († 1383/1384)
- Хайнрих II фон Райфершайд († 1376), женен на 15 март 1351 г. за Рикардис фон Дик, наследничка на Дик († сл. 1352)
- Лудвиг фон Райфершайд ((† 1402), господар на Хакенбройч, женен за Йохана фон Палант-Брайтенбенд-Хакенбройч-Кесених († сл. 1394)
- Герхард фон Райфершайд († сл. 1368), каноник в „Св. Касиус“ в Бон (1346 – 1366), домхер в Кьолн
- Йохан фон Райфершайд († 1382), каноник в „Св. Гереон“ (1346 – 1382), домхер в Кьолн през 1371 г.
- Йохан фон Райфершайд (* пр. 1378 – ?)